# コンストリクター (アルバム)
『コンストリクター』（Constrictor）は、アリス・クーパーが1986年に発表した、ソロ・アルバムとしては9作目、バンドとしての作品も含めると通算16作目のスタジオ・アルバム。

## 背景
MCAレコード移籍第1弾アルバムに当たる。クーパーはアルバム『DADA』（1983年）を最後にソロ活動を停止し、本作で3年ぶりに復帰を果たした。ただし、クーパーは本作に先がけて、映画『モンスター・ドッグ』への出演（サウンドトラックにも2曲を提供）、トゥイステッド・シスターの楽曲「Be Chrool to Your Scuel」へのゲスト参加といった単発の活動は行っていた。
「13日の金曜日PART 6 "ジェイソンは生きていた"のテーマ（ヒーズ・バック）」は、映画『13日の金曜日 PART6/ジェイソンは生きていた!』の主題歌で、同作のサウンドトラックでは、クーパーの「ティーンエイジ・フランケンシュタイン」および「ハード・ロック・サマー」も使用された。本作のレコーディングには、後にウィンガーを結成するキップ・ウィンガーがベーシストとして参加しているが、クレジットではウィンガーの姓が「Wringer」と誤記されていた。

## 反響・評価
母国アメリカではBillboard 200で59位に達し、『スペシャル・フォーセス』（1981年）以来の全米トップ200アルバムとなった。イギリスでは本作が全英アルバムチャートで41位に達し、先行シングル「13日の金曜日PART 6 "ジェイソンは生きていた"のテーマ（ヒーズ・バック）」は全英シングルチャートで61位、続く「ティーンエイジ・フランケンシュタイン」は80位を記録した。スウェーデンのアルバム・チャートでは17位に達し、『フラッシュ・ザ・ファッション』（1980年）以来となるトップ60入りを果たした。
バリー・ウェバーはオールミュージックにおいて5点満点中3点を付け「全盛期であった1970年代の曲に匹敵するほどの曲はないが、ここに収められた曲は、驚くほど活気があり、機知に富んでいる」と評している。

## 収録曲
特記なき楽曲はアリス・クーパーとケイン・ロバーツの共作。
1. ティーンエイジ・フランケンシュタイン - "Teenage Frankenstein" – 3:40
2. ギヴ・イット・アップ - "Give It Up" – 4:13
3. スリル・マイ・ゴリラ - "Thrill My Gorilla" – 2:56
4. ライフ・アンド・デス・オブ・ザ・パーティ - "Life and Death of the Party " – 3:45
5. シンプル・ディスオビディアンス - "Simple Disobedience" – 3:30
6. ザ・ワールド・ニーズ・ガッツ - "The World Needs Guts" – 3:59
7. トリック・バッグ - "Trick Bag" (Alice Cooper, Kane Roberts, Michael Wagener) – 4:17
8. クローリン - "Crawlin'" – 3:23
9. グレイト・アメリカン・サクセス・ストーリー - "The Great American Success Story" (A. Cooper, K. Roberts, Beau Hill) – 3:38
10. 13日の金曜日PART 6 "ジェイソンは生きていた"のテーマ（ヒーズ・バック） - "He's Back (The Man Behind the Mask)" (A. Cooper, K. Roberts, Tom Kelly) – 3:52

## 参加ミュージシャン
- アリス・クーパー - ボーカル
- ケイン・ロバーツ - ギター、ベース、キーボード、ドラムス、バックグラウンド・ボーカル
- ポール・デルフ - バックグラウンド・ボーカル(on #10)、キーボード
- キップ・ウィンガー - ベース
- ドニー・キッセルバック - ベース
- デヴィッド・ローゼンバーグ - ドラムス
- ボー・ヒル - バックグラウンド・ボーカル
- トム・ケリー - バックグラウンド・ボーカル(on #10)